# Stephen Lang (acteur)
Pour les articles homonymes, voir Stephen Lang.
Stephen Lang est un acteur américain né le 11 juillet 1952 à New York (États-Unis). Il est principalement connu pour ses rôles dans Tombstone, Gods and Generals, Public Enemies et Don't Breathe.
En 1992, il a reçu une nomination aux Tony Awards pour son rôle dans la pièce de théâtre The Speed of Darkness. Il a également remporté en 2010 le Saturn Award du meilleur acteur masculin dans un second rôle pour sa performance dans le film Avatar de James Cameron.

## Biographie
Stephen Lang est né à New York. Il est le fils de Thérèse (née Volmer) et d'Eugene Lang, un homme d'affaires-philanthrope. Son père est issu d'une famille juive-hongroise tandis que sa mère est une catholique d'origine allemande. Les grands-parents paternels de Lang sont des immigrants juifs qui habitaient avant en Hongrie et en Russie.
Durant sa jeunesse, Stephen Lang a fréquenté l'école primaire PS 178 à Jamaïque Estates. En 1973, il est diplômé de Swarthmore College en littérature anglaise.

## Carrière
Stephen Lang est apparu dans plusieurs films ayant pour trame de fond la guerre de Sécession.
En 1993, il incarne tout d'abord le major-général George Pickett dans le film Gettysburg. En 2003, le réalisateur Ronald F. Maxwell lui offre ensuite le rôle principal dans Gods and Generals, qui se déroule avant la bataille de Gettysburg, et dans lequel il incarne le général sudiste Thomas "Stonewall" Jackson. Stephen Lang considère à ce titre que Gods and Generals est sa meilleure performance.

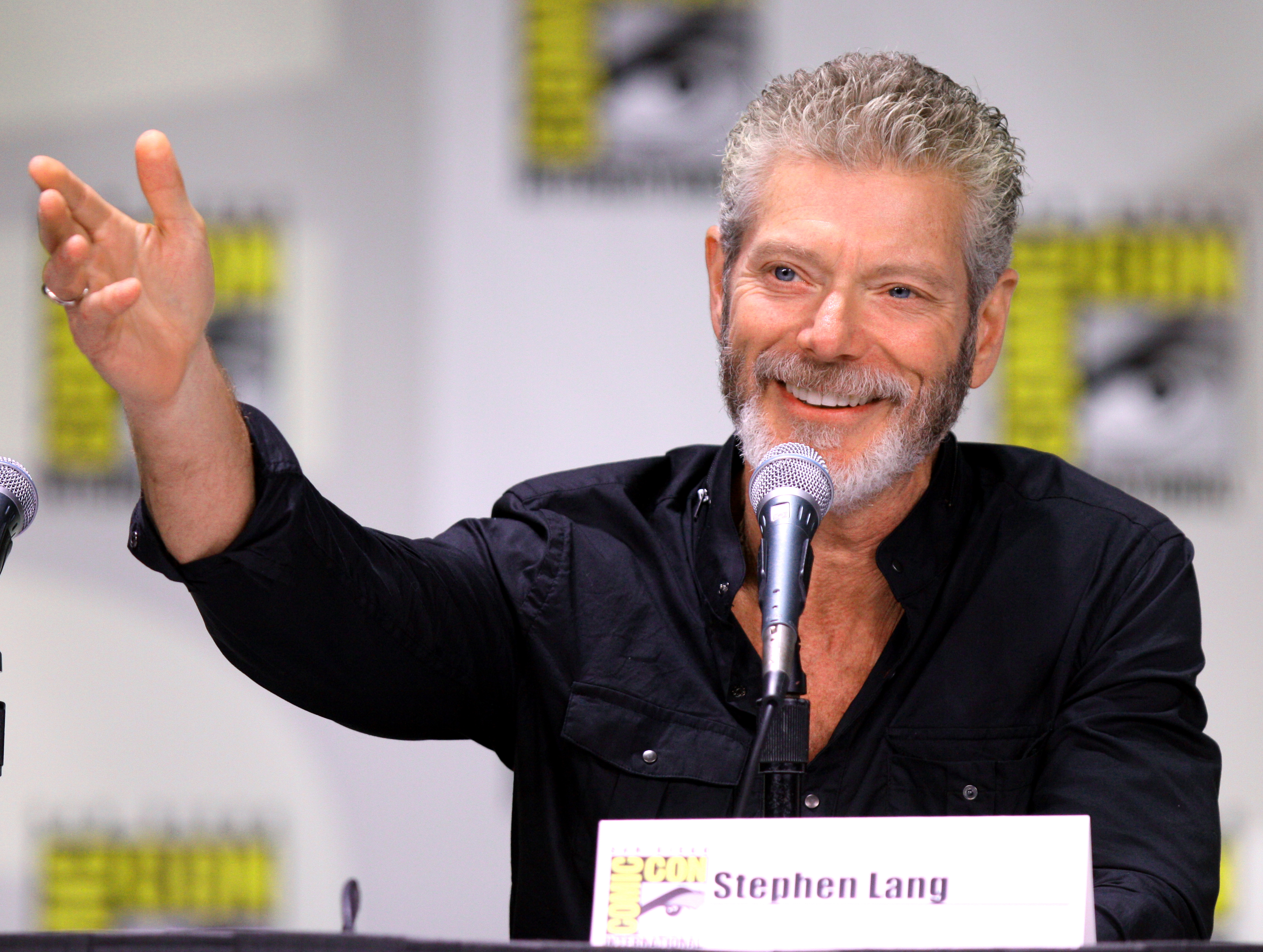
Stephen Lang au festival San Diego Comic-Con en 2013 lors de la promotion de la série Terra Nova.

Néanmoins, ses rôles les plus célèbres sont ceux du méchant Ike Clanton dans le western Tombstone en 1993, et celui du colonel Miles Quaritch dans le film de science-fiction Avatar en 2009. Sa performance dans Avatar lui vaut d'obtenir le meilleur second rôle masculin lors de la 36e cérémonie des Saturn Awards.
La même année, il apparaît dans Public Enemies de Michael Mann, dans lequel il interprète l'agent du FBI Charles Winstead, ainsi que dans Les Chèvres du Pentagone, une comédie américano-britannique dans lequel il incarne le brigadier Général Dean Hopgood.
Le 30 mai 2010, Swarthmore lui a décerné un diplôme honorifique en reconnaissance de sa brillante carrière au théâtre, à la télévision et au cinéma.
À la télévision, il joue également Nathaniel Taylor, l'un des rôles principaux de la série de science-fiction Terra Nova produite par Steven Spielberg en 2011. Bien qu'étant l'une des séries plus chères de l'histoire de la télévision, la FOX décide de ne pas renouveler la série qui a obtenu des audiences décevantes,.
On a pu le voir sur grand écran notamment dans Pioneer d'Erik Skjoldbjaerg. Mais aussi sur le petit écran dans plusieurs séries comme New York, section criminelle, ou encore US Marshals : Protection de témoins.
En 2016, il joue le rôle d'un ancien soldat aveugle qui tente de repousser trois jeunes cambrioleurs dans Don't Breathe de Fede Alvarez. Ce huis clos reçoit d'excellentes critiques, de même que Lang pour sa prestation. Véritable carton au box office avec 157 100 845 dollars pour un budget de 9,9 millions de dollars, une suite est annoncée en novembre 2016, avec Álvarez de retour derrière la caméra,.
En 2018, il participe à un court métrage (en) réalisé par Allan Ungar reprenant l'univers de la franchise vidéoludique Uncharted du studio Naughty Dog. Diffusé le 16 juillet 2018 sur Youtube, Lang incarne Victor « Sully » Sullivan, tandis que Nathan Fillion joue Nathan Drake, le protagoniste des jeux.
Lang reprend le personnage de l'aveugle en août 2021 dans Don't Breathe 2, tandis qu'Álvarez laisse la réalisation du film à Rodolfo Sayagues (en), qui signe ici son premier long métrage,. La même année, il joue le milliardaire David Cord dans plusieurs épisodes de la cinquième saison de la série judiciaire The Good Fight. Il prête également sa voix au personnage de Marvel Comics Clint Barton / Hawkeye dans la deuxième série de podcasts Marvel's Wastelanders, ainsi qu'à un personnage dans la série audio Calls, adaptation américaine de la série française homonyme,.

## Vie privée
Il est marié à Kristina Watson, créatrice de costumes et enseignante, depuis le 1er juin 1980. Ils ont cinq enfants : Lucy, Jane, Noah, Grace, et Daniel.

## Filmographie

### Cinéma
- 1985 : Soleil d'automne (Twice in a Lifetime) de Bud Yorkin : Keith
- 1986 : Le Mal par le mal (Band of the Hand) de Paul Michael Glaser : Joe
- 1986 : Le Sixième Sens (Manhunter) de Michael Mann : Freddy Lounds
- 1987 : Project X de Jonathan Kaplan : Watts
- 1989 : Dernière sortie pour Brooklyn (Letzte Ausfahrt Brooklyn) d'Uli Edel : Harry Black
- 1991 : La Manière forte (The Hard Way) de John Badham : Party Crasher
- 1991 : Le Menteur et le Tricheur (Another You) de Maurice Phillips : Dibbs
- 1993 : L'Avocat du diable (Guilty as Sin) de Sidney Lumet : Phil Garson
- 1993 : Gettysburg de Ronald F. Maxwell : Maj. Gen. George E. Pickett
- 1993 : Tombstone de George Pan Cosmatos : Ike Clanton
- 1995 : Les Légendes de l'Ouest (Tall Tale) de Jeremiah Chechik : Jonas Hackett
- 1995 : Au secours petit panda (The Amazing Panda Adventure) de Christopher Cain : Michael Tyler
- 1996 : Aux portes de l'enfer (An Occasional Hell) : Alex Laughton
- 1997 : Haute Trahison (Shadow Conspiracy) de George P. Cosmatos : The Agent
- 1997 : Loose Women de Paul F. Bernard : Prophet Buddy
- 1997 : Niagara, Niagara de Bob Gosse : Claude
- 1997 : Menace toxique (Fire Down Below) de Félix Enríquez Alcalá : Earl Kellogg
- 1999 : Story of a Bad Boy de Tom Donaghy : Spygo
- 2000 : Trixie de Alan Rudolph : Jacob Slotnick
- 2001 : The Proposal de Richard Gale : Simon Bacig
- 2002 : Compte à rebours mortel (D-Tox) de Jim Gillespie : Jack Bennett
- 2003 : Gods and Generals de Ronald F. Maxwell : Lt. Gen. Thomas 'Stonewall' Jackson
- 2003 : Memories (The I Inside) de Roland Suso Richter : M. Travitt
- 2006 : The Treatment d'Oren Rudavsky : Coach Galgano
- 2007 : Save Me de Robert Cary : Ted
- 2009 : From Mexico with Love de Jimmy Nickerson : Big Al Stevens
- 2009 : Public Enemies de Michael Mann : Charles Winstead
- 2009 : Les Chèvres du Pentagone (The Men Who Stare At Goats) de Grant Heslov : Général Dean Hopgood
- 2009 : Avatar de James Cameron : Colonel Miles Quaritch
- 2010 : Christina de Larry Brand : Inspecteur Edgar Reinhardt
- 2010 : White Irish Drinkers de John Gray : Patrick
- 2011 : Conan de Marcus Nispel : Khalar Zym
- 2012 : Someday This Pain Will Be Useful to You de Roberto Faenza : Barry Rogers
- 2013 : Officer Down de Brian A Miller : Lieutenant Jake 'Lieu' LaRussa
- 2013 : Pawn de David A. Armstrong : Charlie
- 2013 : The Girl on the Train de Larry Brand : Det. Lloyd Martin
- 2013 : Pioneer de Erik Skjoldbjærg : Ferris
- 2013 : The Monkey's Paw (en) de Brett Simmons : Tony Cobb
- 2014 : Opération Casse-noisette (The Nut Job) de Peter Lepeniotis : King (voix)
- 2014 : Out of Control (In the Blood) de John Stockwell : Casey
- 2014 : Sun Belt Express d'Evan Buxbaum : Officer Rick
- 2014 : Jarhead 2 de Don Michael Paul : Major Gavins
- 2014 : Couple modèle (A Good Marriage) de Peter Askin : Hoyt Ramsay
- 2014 : Pokers (Gutshot Straight) de Justin Steele : Duffy
- 2014 : 23 Blast de Dylan Baker : Coach Farris
- 2015 : Projet 666 (Exeter) Marcus Nispel : Père Conway
- 2015 : Band of Robbers d'Aaron Nee et Adam Nee : Injun Joe
- 2015 : Gridlocked d'Allan Ungar : Korver
- 2015 : Beyond Glory de Larry Brand : rôles multiples
- 2015 : Isolation de Shane Dax Taylor : William
- 2016 : Don't Breathe de Fede Álvarez : The blind man
- 2016 : Beyond Valkyrie: Dawn of the 4th Reich de Claudio Fäh (en) : General Emil F. Reinhardt
- 2016 : Justice de Richard Gabai : Major Pierce
- 2017 : Hostiles de Scott Cooper : colonel Abraham Biggs
- 2017 : Solar Eclipse: Depth of Darkness de Pankaj Sehgal et Karim Traïdia : D.I.G Sunil Raina
- 2018 : Braven, la traque sauvage (Braven) de Lin Oeding : Linden Braven
- 2018 : Mortal Engines de Christian Rivers : Shrike
- 2020 : VFW (en) de Joe Begos : Fred Parras
- 2020 : Death in Texas de Scott Windhauser
- 2021 : The Seventh Day : l'archevêque
- 2021 : Don't Breathe 2 de Rodo Sayagues (en) : Norman Nordstrom
- 2022 : Le Secret de la cité perdue d'Aaron et Adam Nee : le méchant du roman de Loretta (caméo)
- 2022 : Avatar : La Voie de l'eau de James Cameron : Colonel Miles Quaritch

### Télévision

#### Téléfilms
- 1981 : We're Fighting Back : Janos
- 1982 : King of America : Vassilis
- 1985 : Mort d'un commis voyageur (Death of a Salesman) : Harold 'Happy' Loman
- 1985 : Stone Pillow : Tim
- 1986 : Les Incorruptibles de Chicago (Crime Story) : David Abrams
- 1989 : Finish Line : Coach John Harkins
- 1991 : Babe Ruth : George Herman 'Babe' Ruth
- 1992 : Innocence perdue (Taking Back My Life: The Nancy Ziegenmeyer Story) : Steven Ziegenmeyer
- 1993 : Darkness Before Dawn : Guy Grand
- 1994 : Murder Between Friends : Kerry Myers
- 1995 : A Season of Hope : Michael Hackett
- 1995 : L'héritage du mal (The Possession of Michael D.) : Michael
- 1996 : Gang in Blue : Moose Tavola
- 1997 : Automatic Avenue
- 1997 : Les notes du bonheur (Journey of the Heart) : Thomas Deblois
- 1998 : Escape: Human Cargo : Dennis McNatt
- 1998 : A Town Has Turned to Dust : Sheriff Harvey Denton
- 1999 : À la merci d'un tueur ou Sous les charmes d'un intrus en version doublée (At the Mercy of a Stranger) : Dr Thomas Cooper
- 2000 : Running Mates : Financier
- 2001 : Orage aux Bahamas (After the Storm) : Sergeant Major Jim
- 2003 : Le Tueur du vol 816 (Code 11-14) : Justin Shaw

#### Séries télévisées
- 1986 - 1988 : Les Incorruptibles de Chicago (Crime Story) : Atty. David Abrams (38 épisodes)
- 1989 : Equalizer (The Equalizer) : Joseph Morrison (1 épisode)
- 1993 : Tribeca : Park Resident (2 épisodes)
- 1994 : Great Performances (1 épisode)
- 1996 : Troubles (Strangers) : Theo (1 épisode)
- 1997 : Liberty! The American Revolution : George Washington (6 épisodes)
- 1997 : Au-delà du réel : L'aventure continue (The Outer Limits) : Dr. James Houghton
- 1998 : La loi du colt (Dead Man's Gun) : Clay Strand
- 2000 - 2001 : Le Fugitif (The Fugitive) : Ben Charnquist/ Le manchot (2 épisodes)
- 2002 : Ed : Jack Foster (1 épisode)
- 2003 : New York, unité spéciale (Law & Order: Special Victims Unit) : Michael Baxter (saison 5, épisode 11)
- 2005 : Jonny Zéro (Jonny Zero) : Officer Tanner (1 épisode)
- 2005 : New York, police judiciaire (Law & Order) : Terry Dorn (saison 16, 8)
- 2007 : The Bronx Is Burning : Inspector Dowd (3 épisodes)
- 2009 : New York, section criminelle (Law & Order: Criminal Intent) (saison 8, épisode 16)
- 2009 : Psych : M. Salamatchla (saison 4, épisode 5)
- 2011 : Terra Nova : Commandant Nathaniel Taylor (13 épisodes)
- 2012 : US Marshals : Protection de témoins : James Wiley Shannon (3 épisodes)
- 2014 - 2017 : Salem : Increase Mather (10 épisodes)
- 2015 - 2018 : Into the Badlands : Waldo (13 épisodes)
- 2019 : The Rookie : Le flic de Los Angeles : Chef Williams (1 épisode)
- 2021 : The Good Fight : David Cord (7 épisodes)

## Jeux vidéo
- 2013 : Call of Duty: Ghosts : Elias Walker

## Fiction audio
- 2021 : Marvel's Wastelanders - Old Man Hawkeye : Clint Barton / Hawkeye[25]

## Voix francophones
De 1985 à 2003, Stephen Lang est doublé à titre exceptionnel par les acteurs suivants : Thierry Ragueneau dans Mort d'un commis voyageur, Patrick Floersheim dans Le Mal par le mal, Michel Mella dans Le Sixième Sens, Bernard Tiphaine dans La Manière forte, Jean-Claude Sachot dans Tombstone, Pascal Renwick dans L'Avocat du diable, Pierre-François Pistorio dans Menace toxique, Yves Beneyton dans Compte à rebours mortel, Éric Chevallier dans À la merci d'un tueur et Bernard Lanneau dans Le Tueur du vol 816.
Le doublant une première fois en 1993 dans Gettysburg[Information douteuse], Jean-Bernard Guillard devient sa voix régulière à partir de 2009, le doublant cette année dans Public Enemies, Les Chèvres du Pentagone et Avatar. Par la suite, il le retrouve dans Conan, US Marshals : Protection de témoins, Gridlocked, Don’t Breathe et sa suite, ainsi que le film Hostiles. Dans les suites d'Avatar, l'acteur est doublé par Xavier Fagnon.
En parallèle, Philippe Catoire le double à plusieurs reprises depuis 2011, étant sa voix dans Terra Nova, In The Blood, Jarhead 2, Salem, Shades of Blue et lors de son caméo dans Le Secret de la cité perdue. Thierry Ragueneau le retrouve dans Into the Badlands, Patrick Raynal le double à deux reprises dans Mortal Engines et The Rookie, tandis qu'il est doublé à titre exceptionnel par Jean-Michel Vovk dans Braven, Jean-Marc Galéra dans Projet 666, Jean-Pierre Leroux dans The Seventh Day et Bernard Lanneau le retrouve dans New York: Crimes Organisés.